# 傅传玉
傅传玉（1955年9月—），山东烟台人。1973年12月入伍，1977年3月加入中国共产党。中国人民解放军少将。
早年加入陆军第二十一军，后历任第21集团军工兵团政治处副主任。1993年6月，任兰州军区政治部组织部青年处处长。1995年1月，任兰州军区政治部组织部党务处处长。1996年8月，升任兰州军区政治部组织部副部长。2000年5月，任兰州军区政治部秘书长。2003年6月，担任步兵第61师政委。2005年5月，任第47集团军副政委、纪委书记。
2010年2月，任中共甘肃省委常委、甘肃省军区政委。2016年5月，退休。